# ボブ・ハガート
ボブ・ハガート（Bob Haggart、1914年3月13日 - 1998年12月2日）は、アメリカのディキシーランド・ジャズのダブルベース奏者、作曲家、編曲家である。彼はディキシーランドと関わってきたが、スウィング時代の最も優れたリズム・ベーシストの一人であった。

## 略歴
1935年、ハガートはボブ・クロスビー・バンドのメンバーとなった。彼は「ビッグ・ノイズ・フロム・ウィネトカ」、「マイ・インスピレーション」、「ホワッツ・ニュー」、「サウス・ランパート・ストリート・パレード」を編曲し、作曲してきた。1942年にバンドが解散するまで在籍し、その後はセッション・ミュージシャンとして働き始め、多くの時間をデッカ・レコードで過ごした。そしてビリー・ホリデイ、デューク・エリントン、ベニー・グッドマン、エラ・フィッツジェラルドとレコーディングを行っている。彼のアレンジはフィッツジェラルドのアルバム『ララバイズ・オブ・バードランド』で聴くことができる。ハガートはまた、1956年3月4日のエピソード「The Hunter」を含む、ラジオ番組『Gunsmoke』でL&Mタバコのいくつかのコマーシャルに出演した。
彼とヤンク・ローソンはローソン・ハガート・バンドを結成し、彼らは1968年から1978年までワールズ・グレイテスト・ジャズバンドも率いた。1998年12月2日にフロリダ州ベニスで亡くなるまで、ジャズ・フェスティバルに出演していた。

## ディスコグラフィ

### アルバム
- Strictly from Dixie (1960年、MGM) ※EP
- Big Noise from Winnetka (1962年、Command)
- Makes a Sentimental Journey (1980年、Jazzology)
- Enjoys Carolina in the Morning (1981年、Jazzology)
- A Portrait of Bix (1986年、Jazzology)
- Enjoy Yourself! (1986年、Audiophile) ※with マキシン・サリヴァン、アイク・アイザックス フィーチャリング、ダーダネル、シル・オースチン、ダン・ウォール
- Hag Leaps In (1995年、Arbors)
- The All-Stars at Bob Haggart's 80th Birthday Party (2002年、Arbors)
- The Piano Giants at Bob Haggart's 80th Birthday Party (2002年、Arbors)
- The Music of Bob Haggart (2002年、Arbors)[4]

### ワールズ・グレイテスト・ジャズバンド
- The World's Greatest Jazzband of Yank Lawson and Bob Haggart (1969年)
- Extra! (1969年)
- 『ライヴ・アット・ザ・ルーズベルト・グリル』 - Live At the Roosevelt Grill (1970年)
- 『ホワッツ・ニュー?』 - What's New? (1971年)
- Hark The Herald Angels Swing (1972年)
- In Concert: Vol. 1 - Massey Hall (1973年)
- Good News (1973年)
- Plays Cole Porter (1975年)
- Plays Duke Ellington (1976年)
- On Tour (1976年)
- In Concert (Recorded Live at the Lawrenceville School) (1976年)
- The World's Greatest Jazz Band Of Yank Lawson & Bob Haggart Plays Rodgers & Hart (1976年)
- On Tour II (1977年)
- Plays George Gershwin (1977年)
- World's Greatest Jazzband of Bob Haggart & Yank Lawson (1987年)
- In Concert: Vol. 2 At Carnegie Hall (2000年)
- Century Plaza (2005年)